# سيلفيان كوسيت
سيلفيان كوسيت هو مغني كندي، ولد في 8 مايو 1963 في شاوينيغان في كندا.

## وصلات خارجية
- الموقع الرسمي
- سيلفيان كوسيت على موقع IMDb (الإنجليزية)
- سيلفيان كوسيت على موقع ميوزك برينز (الإنجليزية)
- سيلفيان كوسيت على موقع أول ميوزيك (الإنجليزية)
- سيلفيان كوسيت على موقع ديسكوغز (الإنجليزية)
- سيلفيان كوسيت على موقع قاعدة بيانات الفيلم (الإنجليزية)